# Grong Grong Capa
Grong Grong Capa is een bestuurslaag in het regentschap Pidie Jaya van de provincie Atjeh, Indonesië. Grong Grong Capa telt 1008 inwoners (volkstelling 2010).